# Quiéry-la-Motte
Quiéry-la-Motte est une commune française située dans le département du Pas-de-Calais en région Hauts-de-France. Ses habitants sont appelés les Quiérysiens. La commune est membre de la communauté de communes Osartis Marquion.

## Géographie

### Localisation
Localisée dans le sud-est du département du Pas-de-Calais et limitrophe du département du Nord, Quiéry-la-Motte est un bourg rural situé, à vol d'oiseau, à 6 km à l'ouest de la commune de Douai (aire d'attraction) et à 16 km au nord-est de la commune d’Arras (chef-lieu d'arrondissement et préfecture du Pas-de-Calais).
Le territoire de la commune est limitrophe de ceux de six communes, dont deux, Esquerchin et Cuincy, dans le département du Nord.
Les communes limitrophes sont  Brebières, Cuincy, Esquerchin, Hénin-Beaumont, Izel-lès-Équerchin et Vitry-en-Artois.

### Géologie et relief
La superficie de la commune est de 8,93 km2 ; son altitude varie de 26  à   64 mètres.

### Hydrographie
La commune est située dans le bassin Artois-Picardie.
Il est drainé par la rivière l'Escrebieux, cours d'eau naturel non navigable de 11,68 km, qui prend sa source dans la commune d'Izel-lès-Équerchin et se jette dans le canal de la Scarpe au niveau de la commune de Flers-en-Escrebieux dans le département du Nord.

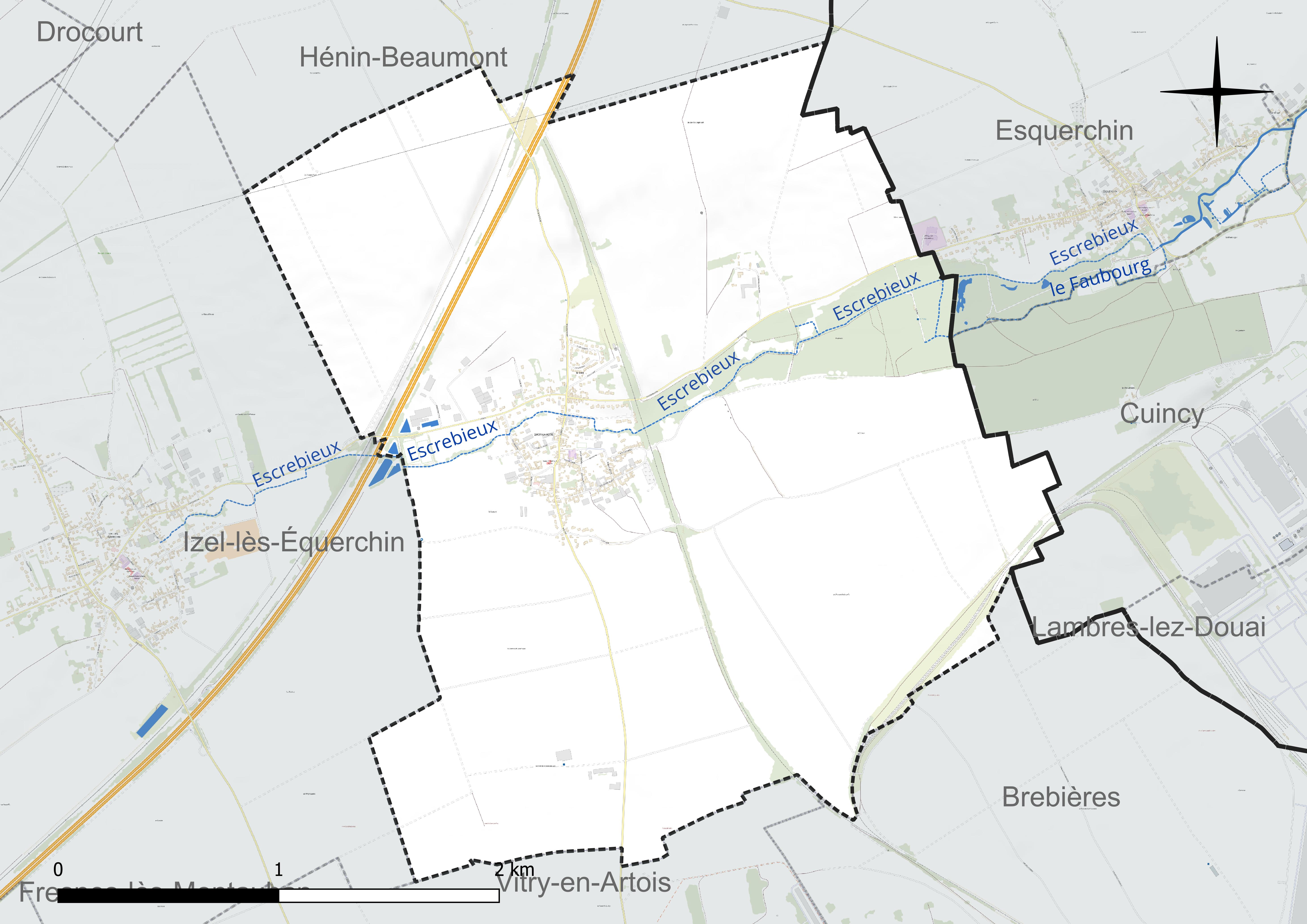
Réseau hydrographique de Quiéry-la-Motte.

### Climat
Pour des articles plus généraux, voir Climat des Hauts-de-France et Climat du Nord-Pas-de-Calais.
En 2010, le climat de la commune est de type climat océanique dégradé des plaines du Centre et du Nord, selon une étude du CNRS s'appuyant sur une série de données couvrant la période 1971-2000. En 2020, Météo-France publie une typologie des climats de la France métropolitaine dans laquelle la commune est exposée à un climat océanique et est dans la région climatique Nord-est du bassin Parisien, caractérisée par un ensoleillement médiocre, une pluviométrie moyenne régulièrement répartie au cours de l’année et un hiver froid (3 °C).
Pour la période 1971-2000, la température annuelle moyenne est de 10,5 °C, avec une amplitude thermique annuelle de 14,6 °C. Le cumul annuel moyen de précipitations est de 696 mm, avec 12,6 jours de précipitations en janvier et 8,8 jours en juillet. Pour la période 1991-2020, la température moyenne annuelle observée sur la station météorologique la plus proche, située sur la commune de Douai à 7 km à vol d'oiseau, est de 11,0 °C et le cumul annuel moyen de précipitations est de 729,2 mm,. Pour l'avenir, les paramètres climatiques de la commune estimés pour 2050 selon différents scénarios d'émission de gaz à effet de serre sont consultables sur un site dédié publié par Météo-France en novembre 2022.

### Milieux naturels et biodiversité

#### Espace protégé et géré
La protection réglementaire est le mode d’intervention le plus fort pour préserver des espaces naturels remarquables et leur biodiversité associée.
Dans ce cadre, le territoire de la commune fait partie d'un espace protégé : le domaine de la Chaumière d’une superficie de 66,908 ha. Terrain géré (location, convention de gestion) par le Conservatoire d'espaces naturels des Hauts-de-France.

#### Espèces faunistiques et floristiques
L’Inventaire national du patrimoine naturel (INPN) recense plusieurs espèces faunistiques et floristiques sur le territoire de la commune dont certaines sont protégées et d’autres menacées et quasi-menacées.

## Urbanisme

### Typologie
Au 1er janvier 2024, Quiéry-la-Motte est catégorisée bourg rural, selon la nouvelle grille communale de densité à sept niveaux définie par l'Insee en 2022.
Elle est située hors unité urbaine. Par ailleurs la commune fait partie de l'aire d'attraction de Douai, dont elle est une commune de la couronne,. Cette aire, qui regroupe 61 communes, est catégorisée dans les aires de 50 000 à moins de 200 000 habitants,.

### Occupation des sols
L'occupation des sols de la commune, telle qu'elle ressort de la base de données européenne d’occupation biophysique des sols Corine Land Cover (CLC), est marquée par l'importance des territoires agricoles (90,7 % en 2018), en diminution par rapport à 1990 (95,6 %). La répartition détaillée en 2018 est la suivante :
terres arables (85,5 %), prairies (5,2 %), zones urbanisées (5,1 %), zones industrielles ou commerciales et réseaux de communication (3,7 %), forêts (0,6 %). L'évolution de l’occupation des sols de la commune et de ses infrastructures peut être observée sur les différentes représentations cartographiques du territoire : la carte de Cassini (XVIIIe siècle), la carte d'état-major (1820-1866) et les cartes ou photos aériennes de l'IGN pour la période actuelle (1950 à aujourd'hui).

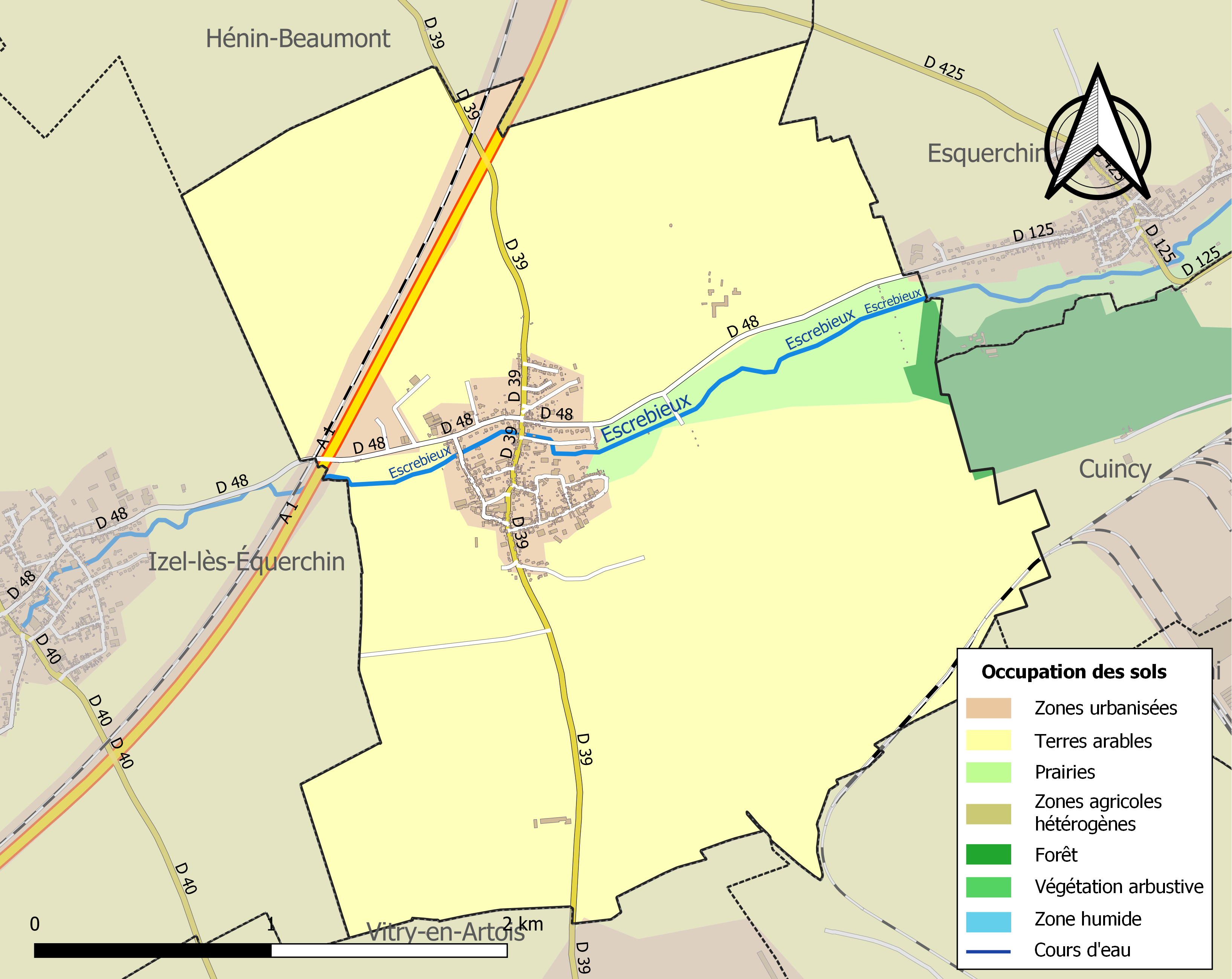
Carte des infrastructures et de l'occupation des sols de la commune en 2018 (CLC).

### Voies de communication et transports

#### Transports
La commune disposait d'une gare sur l'ancienne ligne de Lens à Corbehem mise en service en 1910 et fermée en 1994.

## Toponymie
Le nom de la localité est attesté sous les formes Chirei (Xe – XIe siècles) ; Cheri (1125) ; Chiri (1137) ; Cirici (1140) ; Ciri (1145) ; Sirici (1154) ; Keri (1154-1159) ; Kyri (1181) ; Kieri (1212) ; Kyeri (1281) ; Queri (1299) ; Ciry (XIVe siècle) ; Quiéry-juxta Yzer (XVIIe siècle) ; Quiéry-la-Mothe (XVIIIe siècle) ; Quiéry la Motte en 1793 ; Quiery et Quiéry-la-Motte depuis 1801.
Selon Maurits Gysseling, le nom proviendrait d'un anthroponyme gallo-romain, Carius.
La Motte, attestée sous les formes Mota en 1096 et La Motte en 1409, est une section de la commune.

## Histoire
Avant la Révolution française, Quiéry est le siège d'au moins une seigneurie. Au XVIIIe siècle, une est détenue par la famille de Quellerie. Charles-Philippe de Quellerie, écuyer, seigneur de Chanteraine, Quiéry, Boursies, du Forestel, ancien officier au régiment d'Issenghien, époux de Marie-Françoise de Marmet de Valcroissant, est d'abord retrouvé. Lui succède son fils François-Emmanuel de Quellerie de Chanteraine, chevalier, seigneur de Chanteraine, Quiéry, Boursies, Vadencourt, Courchelettes, créé comte de Quellerie de Chanteraine en 1769, chevalier d'honneur à la cour du Parlement de Flandres de 1764 au 12 juillet 1783. Il épouse par contrat passé à Douai le 11 août 1736, Marie-Françoise Cardon de Rollancourt, dame de Rollancourt, Rongy, née de Jean-Louis de Rollancourt, chevalier, seigneur de Rollancourt, trésorier de France au bureau des finances de la généralité de Lille, chef du magistrat de Douai. et de Marie- Anne-Antoinette de La Bauvette de Warnicamps.
On trouve également un Louis-François Rolin de la Motte, écuyer, seigneur de Quiéry, lequel épouse vers 1740 Ursule Aulent.

### Première Guerre mondiale
La commune est décorée de la croix de guerre 1914-1918 par décret du 23 septembre 1920, distinction également attribuée à 276 autres communes du Pas-de-Calais.

## Politique et administration

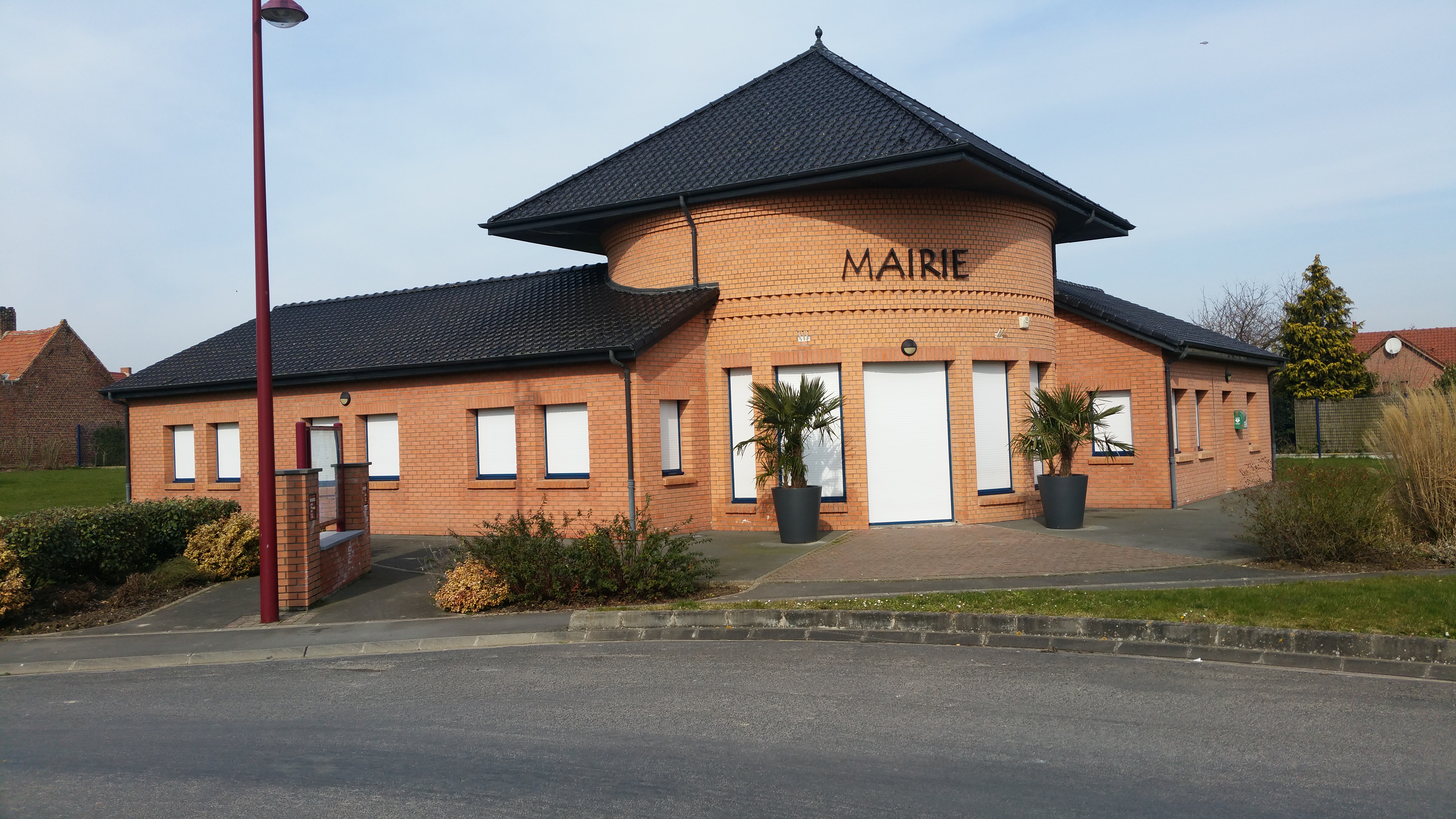
La mairie.

### Découpage territorial
La commune se trouve dans l'arrondissement d'Arras du département du Pas-de-Calais.

#### Commune et intercommunalités
La commune est membre de la communauté de communes Osartis Marquion qui regroupe 49 communes et totalise 42 651 habitants en 2021.

#### Circonscriptions administratives
La commune est rattachée au canton de Brebières.

#### Circonscriptions électorales
Pour l'élection des députés, la commune fait partie de la deuxième circonscription du Pas-de-Calais.

### Élections municipales et communautaires

#### Liste des maires
| Période                                  | Période                    | Identité        | Étiquette | Qualité                                                     |
| ---------------------------------------- | -------------------------- | --------------- | --------- | ----------------------------------------------------------- |
| Les données manquantes sont à compléter. |                            |                 |           |                                                             |
| juin 1995                                | 2020                       | Jean-Luc Leroux |           | Ancien cadre de l’industrie Réélu pour le mandat 2014-2020, |
| 28 mai 2020                              | En cours (au 3 avril 2020) | Frédéric Humez  |           | Agriculteur Élu pour le mandat 2020-2026,                   |

## Population et société

### Démographie
Les habitants sont appelés les Quiérysiens.

#### Évolution démographique
L'évolution du nombre d'habitants est connue à travers les recensements de la population effectués dans la commune depuis 1793. Pour les communes de moins de 10 000 habitants, une enquête de recensement portant sur toute la population est réalisée tous les cinq ans, les populations de référence des années intermédiaires étant quant à elles estimées par interpolation ou extrapolation. Pour la commune, le premier recensement exhaustif entrant dans le cadre du nouveau dispositif a été réalisé en 2007.

En 2022, la commune comptait 711 habitants, en évolution de −3,13 % par rapport à 2016 (Pas-de-Calais : −0,72 %, France hors Mayotte : +2,11 %).
| 1793 | 1800 | 1806 | 1821 | 1831 | 1836 | 1841 | 1846 | 1851 |
| ---- | ---- | ---- | ---- | ---- | ---- | ---- | ---- | ---- |
| 432  | 422  | 457  | 472  | 503  | 494  | 501  | 544  | 508  |

| 1856 | 1861 | 1866 | 1872 | 1876 | 1881 | 1886 | 1891 | 1896 |
| ---- | ---- | ---- | ---- | ---- | ---- | ---- | ---- | ---- |
| 493  | 503  | 535  | 497  | 499  | 493  | 474  | 488  | 476  |

| 1901 | 1906 | 1911 | 1921 | 1926 | 1931 | 1936 | 1946 | 1954 |
| ---- | ---- | ---- | ---- | ---- | ---- | ---- | ---- | ---- |
| 526  | 530  | 508  | 400  | 457  | 438  | 458  | 558  | 487  |

| 1962 | 1968 | 1975 | 1982 | 1990 | 1999 | 2006 | 2007 | 2012 |
| ---- | ---- | ---- | ---- | ---- | ---- | ---- | ---- | ---- |
| 563  | 568  | 673  | 701  | 769  | 775  | 748  | 744  | 736  |

| 2017 | 2022 | - | - | - | - | - | - | - |
| ---- | ---- | - | - | - | - | - | - | - |
| 737  | 711  | - | - | - | - | - | - | - |

#### Pyramide des âges
En 2018, le taux de personnes d'un âge inférieur à 30 ans s'élève à 33,3 %, soit en dessous de la moyenne départementale (36,7 %). À l'inverse, le taux de personnes d'âge supérieur à 60 ans est de 25,7 % la même année, alors qu'il est de 24,9 % au niveau départemental.
En 2018, la commune comptait 366 hommes pour 367 femmes, soit un taux de 50,07 % de femmes, légèrement inférieur au taux départemental (51,50 %).
Les pyramides des âges de la commune et du département s'établissent comme suit.
| Hommes | Classe d’âge | Femmes |
| ------ | ------------ | ------ |
| 0,3    | 90 ou +      | 1,4    |
| 3,3    | 75-89 ans    | 5,2    |
| 19,5   | 60-74 ans    | 21,6   |
| 25,0   | 45-59 ans    | 22,0   |
| 17,1   | 30-44 ans    | 18,0   |
| 16,3   | 15-29 ans    | 14,4   |
| 18,6   | 0-14 ans     | 17,4   |

| Hommes | Classe d’âge | Femmes |
| ------ | ------------ | ------ |
| 0,5    | 90 ou +      | 1,6    |
| 5,6    | 75-89 ans    | 8,9    |
| 16,7   | 60-74 ans    | 18,1   |
| 20,2   | 45-59 ans    | 19,2   |
| 18,9   | 30-44 ans    | 18,1   |
| 18,2   | 15-29 ans    | 16,2   |
| 19,9   | 0-14 ans     | 17,9   |

## Culture locale et patrimoine

### Lieux et monuments
- L'église Saint-Martin.
- Le monument aux morts, surmonté d'une croix de guerre[32].
- L'ancienne gare sur l'ancienne ligne de Lens à Corbehem, aujourd'hui à l'abandon.

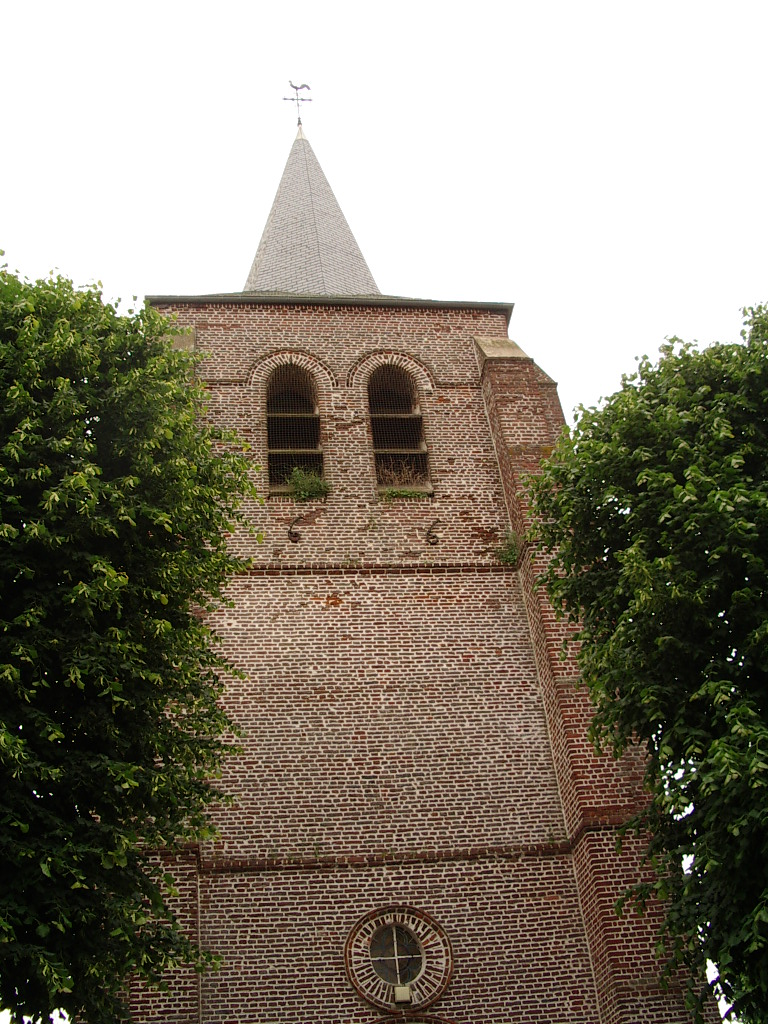
Une vue de l'église.
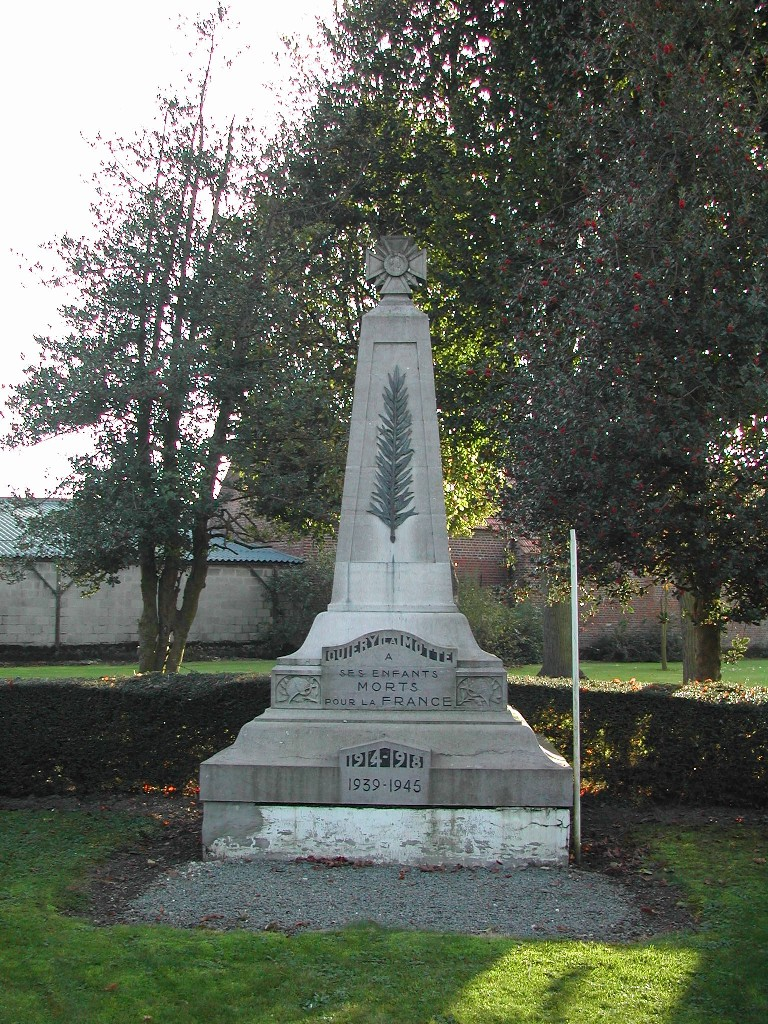
Le monument aux morts.
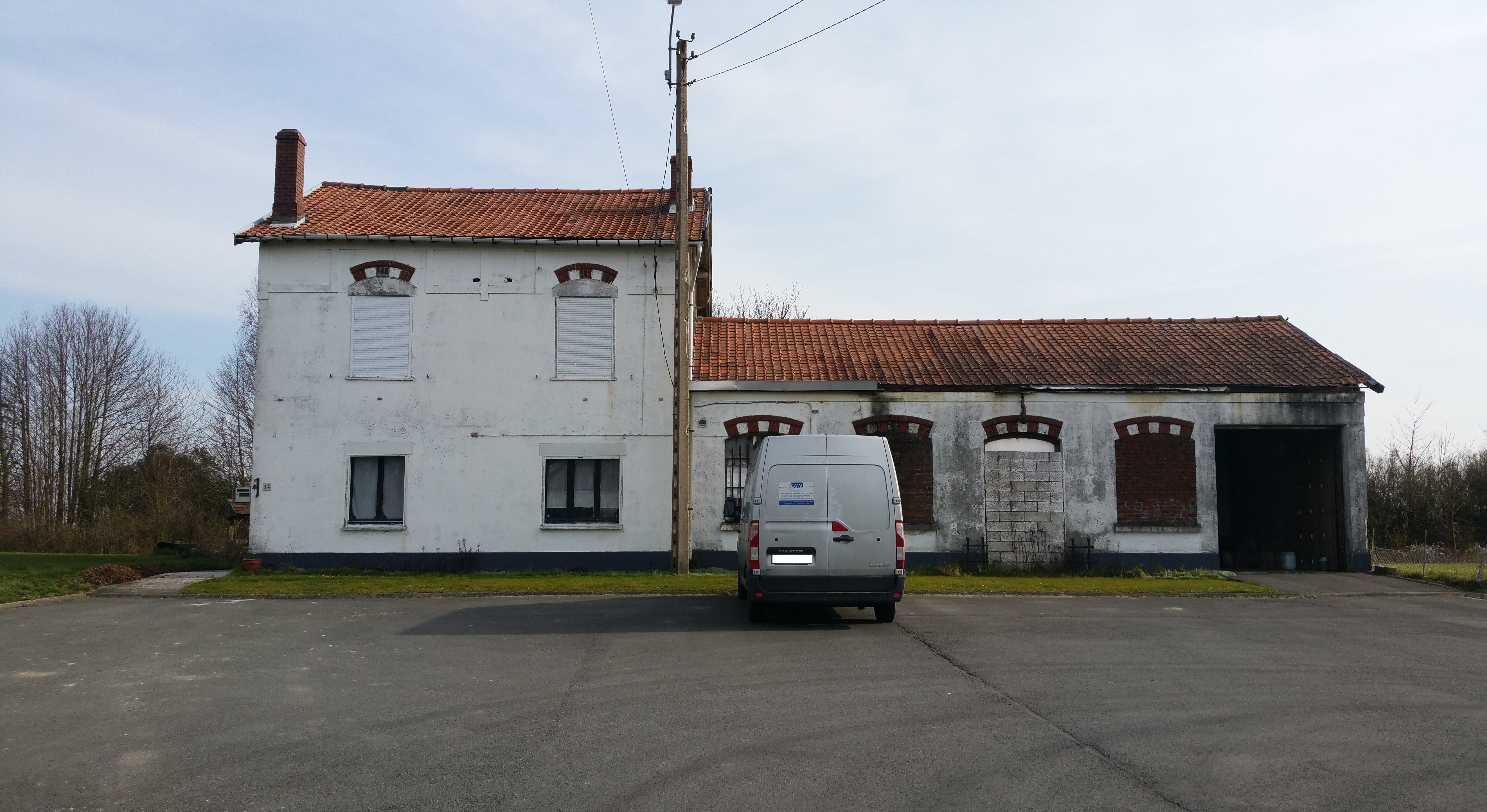
L'ancienne…
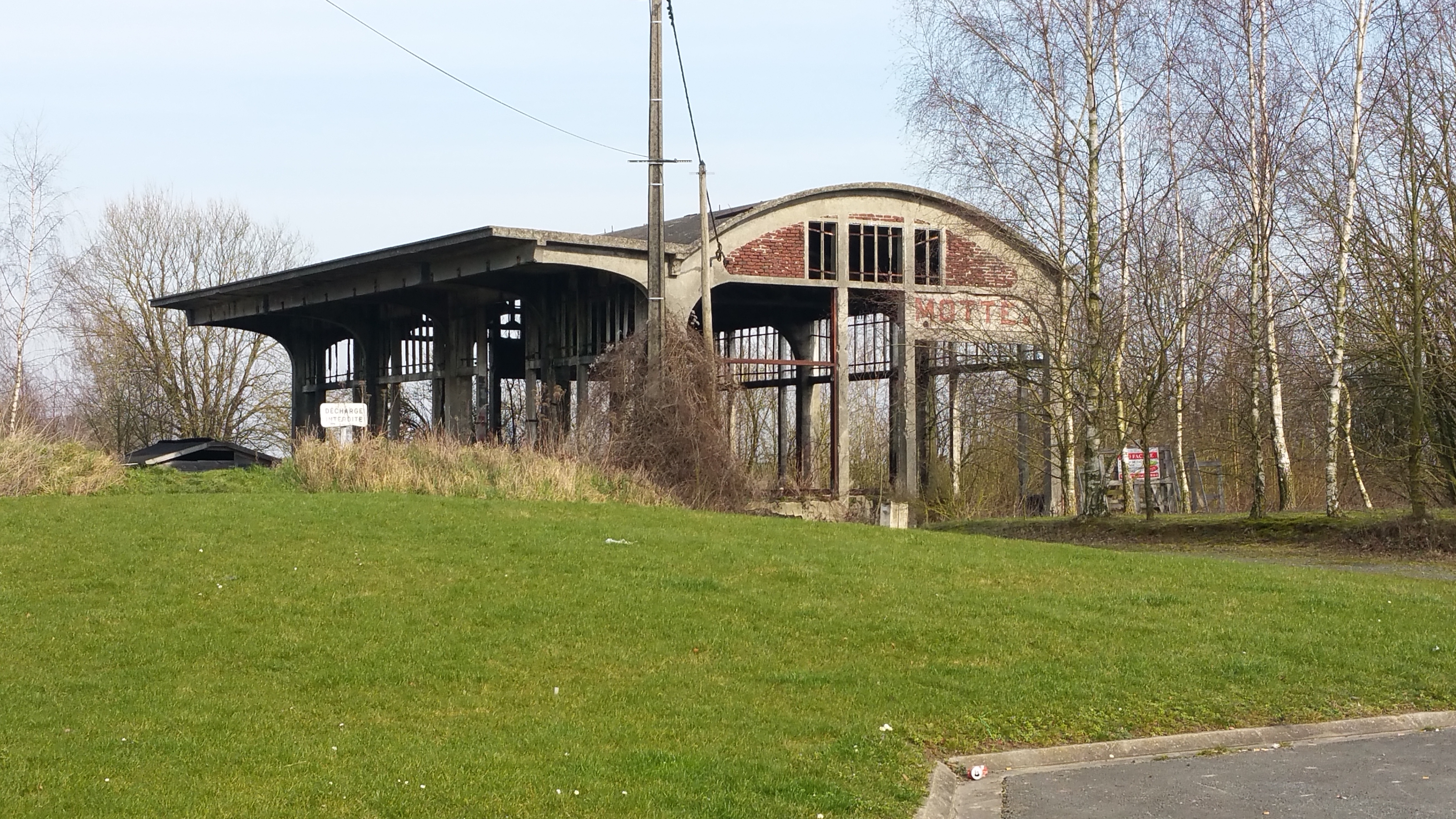
…gare.

### Héraldique
| Blason de Quiéry-la-Motte | Blason  | D'azur à la bande d'argent chargée de trois mouchetures d'hermine de sable posées à plomb. Ornements extérieursCroix de guerre 1914-1918 |
| Blason de Quiéry-la-Motte | Détails | Adopté par la municipalité le 6 juin 1990.                                                                                               |

## Pour approfondir

#### Bases de données, dictionnaires et encyclopédies
- Ressources relatives à la géographie :   - Insee (communes)
  - Ldh/EHESS/Cassini
- Ressource relative à plusieurs domaines :   - Annuaire du service public français
- Notices d'autorité :   - VIAF
  - BnF (données)